# Roberto Romeo
Roberto Romeo (sinh ngày 27 tháng 4 năm 1990) là một cầu thủ bóng đá người Ý thi đấu ở vị trí tiền vệ và hậu vệ cho Gaz Metan Mediaș.